# Alkohol (album)
Alkohol – drugi album zespołu Sexbomba wydany w 1992 przez wytwórnię Arston. W 2004 firma Jimmy Jazz Records dokonała reedycji albumu w formie CD. Bonusem tej reedycji są videoklipy do utworów „Dym", „Życiorys ziarna piasku" i „Alkohol" powstałe w na początku lat 90.

## Lista utworów
1. „Bomby niczego nie zmienią (I tak)” – 3:16
2. „Taki jak ja” – 4:21
3. „Dym” – 2:48
4. „Wiara to broń” – 2:53
5. „Woda, woda, woda” – 4:25
6. „Co widzisz, słyszysz” – 3:54
7. „Życiorys ziarnka piasku” – 2:46
8. „Zwierzątka” – 2:36
9. „Kiedy chcę otworzyć drzwi” – 3:42
10. „Alkohol” – 3:08
11. „Samochody” – 2:31
12. „Nie zrozum mnie źle” – 2:06

## Twórcy
- Robert Szymański – wokal
- Bogdan Kozieł – gitara, wokal
- Piotr Welcel – gitara basowa, wokal
- Dominik Dobrowolski – perkusja, wokal

Realizacja:
- Robert Szymański – projekt graficzny
- SexBomba – muzyka
- Robert Szymański – słowa
- Adam Toczko – realizator dźwięku
- Leszek Brzoza – foto